# Krokodilshai
Der Krokodilshai (Pseudocarcharias kamoharai) ist die einzige Art aus der Haifamilie Pseudocarchariidae und zählt mit einer Länge von etwa 70 bis 110 Zentimetern zu den kleineren Haiarten. Er wurde 1936 durch Kiyomatsu Matsubara erstmals beschrieben. Seine systematische Einordnung war einige Zeit lang umstritten. Ebenso ist wenig zu seiner Lebensweise bekannt.

## Merkmale
Beim Krokodilshai handelt sich um einen kleinen spindelförmigen Hai mit großen Augen, einer langen, konisch zugespitzten Schnauze, verschiebbaren Kiefern und langen Kiemenspalten. Er hat eine grau-braune Körperfarbe mit einem hellen Bauch, seitliche Schwanzkiele, kleine stachellose Rückenflossen sowie eine kurze asymmetrische Schwanzflosse. Die Länge ausgewachsener Exemplare liegt bei ca. 70 bis maximal 110 Zentimetern, die Masse bei ca. vier bis sechs Kilogramm. Die Zähne seines Gebisses sind im Vergleich zu anderen Haiarten stumpf und eher zum Schnappen von kleinen Beutetieren als zum Herausreißen von Nahrungbrocken aus größeren Tieren geeignet.
Aufgrund der großen Augen kann vermutet werden, dass er vorwiegend nachtaktiv lebt. Es gibt Hinweise, dass er sich nachts vorwiegend in der Nähe der Wasseroberfläche und tagsüber in größeren Wassertiefen aufhält. Bisher sind keine Angriffe auf Menschen bekannt geworden. Er wird deshalb und wegen seiner geringen Größe, seines vergleichsweise ungefährlichen Gebisses sowie seines ozeanischen Lebensraums als für den Menschen harmlos angesehen.

## Lebensweise

### Verbreitung und Lebensraum

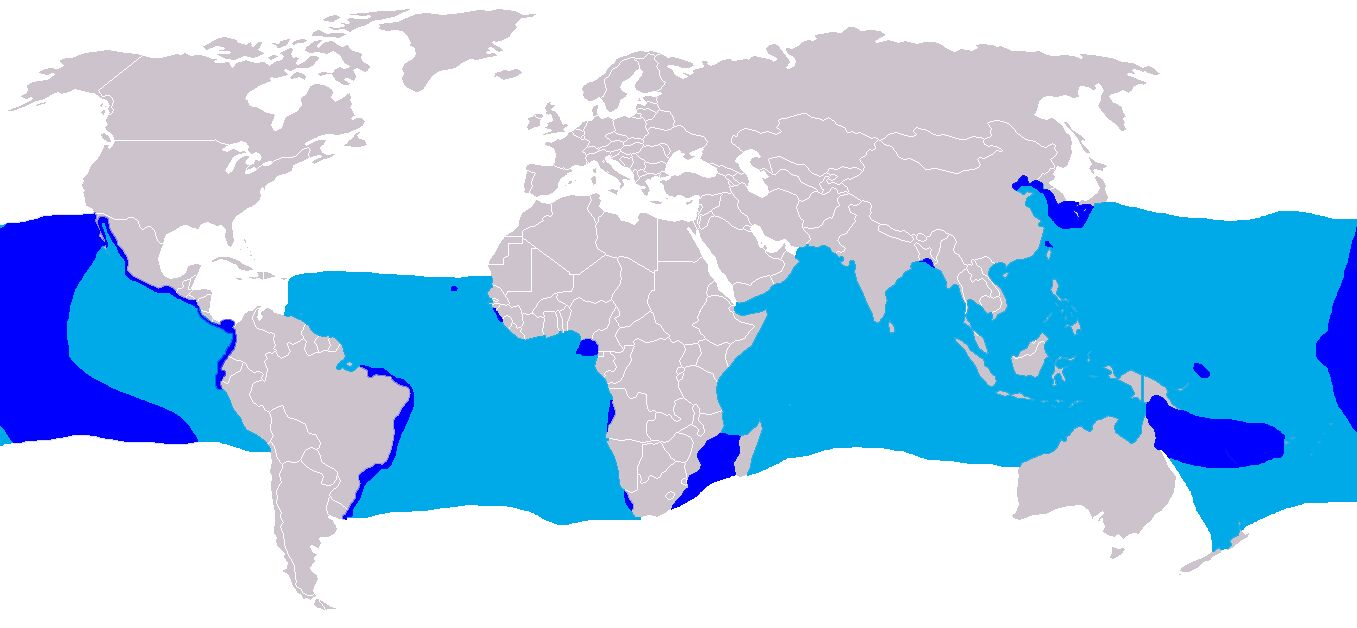
Verbreitung

Sein Lebensraum befindet sich vorwiegend in Kontinentalabhängen bis zu einer Tiefe von ca. 300–600 Metern im östlichen Atlantik, im westlichen Indischen Ozean, im westlichen Nordpazifik und im zentralen östlichen Pazifik, oft in der Nähe von Inseln wie z. B. Kap Verde, Madagaskar, Japan oder Hawaii.

### Fortpflanzung und Ernährung
Der Krokodilshai pflanzt sich eierlebendgebärend fort (Ovoviviparie), das heißt, die Eier entwickeln sich im Mutterleib und die Jungtiere schlüpfen im Mutterleib. Er bekommt in der Regel vier Jungtiere (zwei je Uterus), die eine Geburtsgröße von ca. 40 cm erreichen. Seine Nahrung besteht vorwiegend aus Knochenfischen, Tintenfischen und Krustentieren.
Über weitere Aspekte seiner Lebensweise ist wenig bekannt, da er nach dem derzeitigen Kenntnisstand selten ist und seit seiner Erstbeschreibung nur wenige Exemplare gefangen oder gefunden wurden. Die bisherigen Fänge stammen vorwiegend von japanischen Fischern und Hochseeanglern.

## Erwähnenswertes
Eine durch die US-Telefongesellschaft AT&T in Auftrag gegebene Expedition Ende der 1980er Jahre ergab aufgrund der Untersuchung von Bissspuren an Tiefsee-Telefonkabeln, dass die meisten durch Hai-Bisse entstandenen Schäden durch Krokodilshaie verursacht wurden. Die Gründe dafür konnten allerdings nicht abschließend geklärt werden, da Krokodilshaie nach dem derzeitigen Kenntnisstand normalerweise nicht am Meeresgrund nach Nahrung suchen. Darüber hinaus wurde im Rahmen dieser Expedition bei Fangversuchen in der Nähe von Tiefsee-Kabeln kein einziger Krokodilshai gefangen.